# Hörelibajass

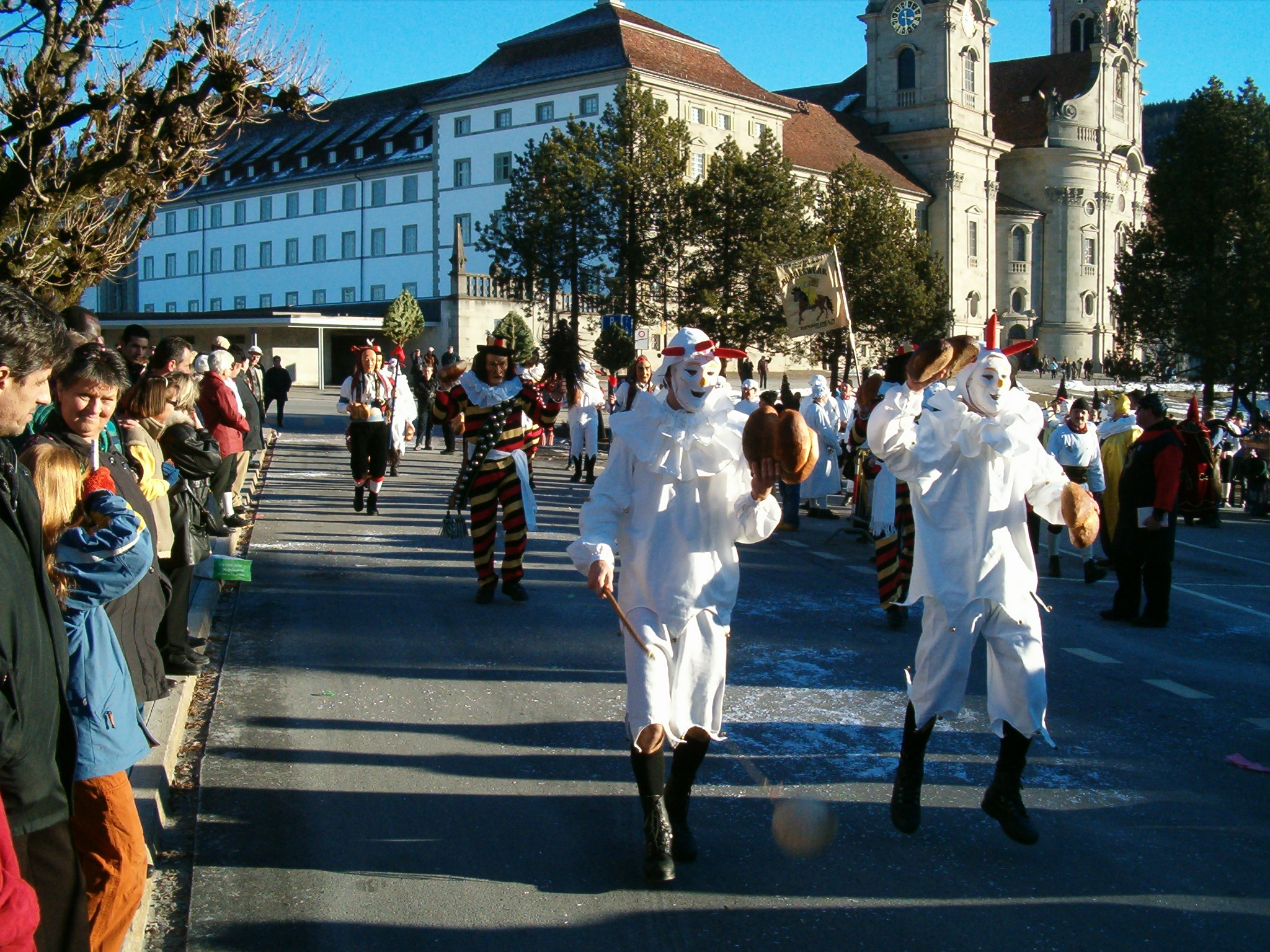
Zwei Hörelibajassen vor dem Kloster Einsiedeln

Der Hörelibajass ist eine Figur der Einsiedler Fasnacht. Sie tritt zusammen mit dem Mummerie und dem Johee am Fasnachtsdienstag auf. Zusammen bestreiten diese Figuren das Brotauswerfen, bei dem abwechselnd von verschiedenen Bühnen Brotlaibe (sog. Mütschli) in die Zuschauermenge geworfen werden. Der "Hörelibajass" ist wahrscheinlich städtischen Ursprungs. Er ist für den Brotnachschub beim Brotauswerfen verantwortlich und macht den beiden anderen Figuren mit Schweinsblasen ("Süübloutere"), die an Stöcken befestigt sind, den Weg frei. Der Hörelibajass trägt eine weisse Narrenlarve sowie eine Haube mit drei "Höreli". Der Hörelibjass ist ganz in weiss gekleidet. 